# Coelinidea arca
Coelinidea arca är en stekelart som beskrevs av Riegel 1982. Coelinidea arca ingår i släktet Coelinidea och familjen bracksteklar. Inga underarter finns listade i Catalogue of Life.